# ヴァシーリー・パシケーヴィチ
ヴァシーリー・アレクセーヴィチ・パシケーヴィチ（Vasilii Alekseevich Pashkevich, 1742年 - 1797年）は、18世紀後半ロシアの作曲家。ロシア・オペラの初期を代表する作曲家のひとりであり、後のロシア国民楽派の発展にも影響を与えた。
サンクトペテルブルクの宮廷楽団でヴァイオリン奏者を務め、1783年にコンサートマスターとなる。ロシア宮廷合唱団では声楽も教えた。1780年から1783年までサンクトペテルブルクのクニッペル劇場(en:Karl Knipper Theatre)のオーケストラ指導者を務め、同劇場や宮廷のエルミタージュ劇場のためにオペラ作品を書いた。
また、パシケーヴィチが活動した時代はエカチェリーナ2世の治世に当たり、エカチェリーナ2世が執筆したオペラ台本や戯曲にも作曲した。

## 作品
代表的な作品に、『箱馬車の不運』（1779年）、『守銭奴』（1782年）、『サンクトペテルブルクの市場』（1779年、1792年第2版）などのオペラがある。
パシケーヴィチのオペラ作品は、小市民階級と結びついてロシアの農奴制を皮肉に笑い飛ばした内容となっている。
- 『箱馬車の不運』（1779年）は、ヤコブ・クニャジニン(en:Yakov Knyazhnin)の台本による。オペラというものの、むしろ歌芝居（ジングシュピール）と呼ぶべき様式であり、ロシア民謡の抑揚を取り入れた合唱が特徴となっている[3]
- 『守銭奴』（1782年）も同じくクニャジニンの台本による、18世紀の代表的なコミック・オペラのひとつ。「スクリャーギンのモノローグ」は、大規模なレチタティーヴォ・アコンパニャート（伴奏付きレチタティーヴォ）として当時としては革新的な技法である[4]。
- 『サンクトペテルブルクの市場』はミハイル・マティンスキー(en:Mikhail Matinsky)の台本により1779年、クニッペル劇場で上演された。初版の音楽は現存せず、宮廷劇場のために1792年2月2日に改訂初演された第2版がある。台本テキストの文学性とともに音楽においてもグリンカ以前のオペラとして最良作品のひとつ[5][6]。
- エカチェリーナ2世が執筆した台本に基づく合唱とバレエ付きのコミック・オペラ『フェヴェーイ』（1786年）[7]や戯曲『オレグの初期統治』への劇付随音楽（1790年、ジュゼッペ・サルティらとの合作）がある[2]。

このほか、ロシア正教会のための教会音楽も残している。